# Omar Arellano Nuño

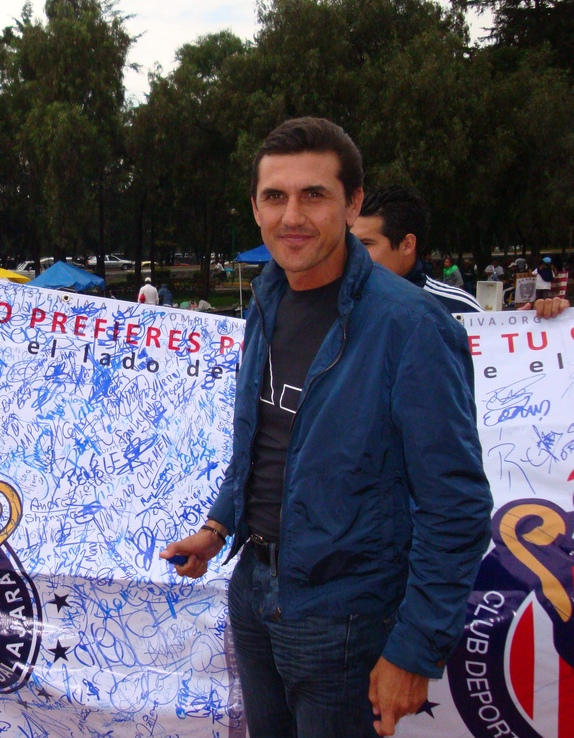
Omar Arellano

Omar Arellano Nuño (* 29. Mai 1967 in Tampico, Tamaulipas) ist ein ehemaliger mexikanischer Fußballspieler und Fußballtrainer.

## Laufbahn

### Spieler
Arellano Nuño, der meistens im Mittelfeld eingesetzt wurde, begann seine Profikarriere 1985 beim Club Deportivo Guadalajara, mit dem er in der Saison 1986/87 Meister wurde. 1995 wechselte er zu den UANL Tigres, 1999 zum Club León und danach zu den Bachilleres, einem Nachfolgeverein der Leones Negros de la UdeG, bevor er seine aktive Karriere in der Saison 2001/02 beim CF Pachuca ausklingen ließ, mit dem er im Winter 2001 einen weiteren Meistertitel gewann. 

### Trainer
Nach seiner aktiven Karriere trainierte er zunächst verschiedene Reserve- und Jugendmannschaften vom CF Pachuca und CD Guadalajara. Danach wechselte er als Assistenztrainer von Javier Aguirre zu Atlético Madrid. In der Clausura 2009 (Saison 2008/09) war er vorübergehend Cheftrainer beim CD Guadalajara. In der darauffolgenden Saison 2009/10 führte Arellano den Club Necaxa zum Gewinn der Zweitliga-Meisterschaft und somit zurück in die höchste Spielklasse.

## Familie
Arellano Nuño ist der Sohn von Raúl Arellano Vásquez und der Vater von Omar Arellano Riverón.